# Ichneumon lituratus
Ichneumon lituratus là một loài tò vò trong họ Ichneumonidae.